# Major Taylor
Marshall Walter (Major) Taylor (Indianapolis, 26 november 1878 – Chicago, 21 juni 1932) was een Amerikaans wielrenner. Hij werd ook “Major” en “de vliegende neger” genoemd. Tot de Fransman Grégory Baugé in 2009 wereldkampioen sprint werd was Taylor de enige zwarte wielerkampioen.

## Carrière
Taylor groeide op in een gezin met acht kinderen. Zijn vader was koetsier bij een welgestelde familie in Indianapolis, die hem een fiets cadeau gaf.
In 1892 werd hij als jongen van 13 door een plaatselijke fietsenhandelaar ingehuurd om met de fiets stunts uit te voeren. Daarbij was hij gekleed in een soldatenpak, waardoor hij de bijnaam “Major” kreeg. In dat jaar won hij ook zijn eerste wielerwedstrijd.
In 1895 verhuisde Taylor naar het oostgelegen Worcester, samen met zijn werkgever en manager Louis “Birdie” Munger die van plan was om een rijwielfabriek te openen.
Als professional debuteerde hij in 1896, tijdens de Zesdaagse van New York, die toen nog individueel werd gereden. Hij werd achtste. Twee jaar later was hij al houder van zeven wereldrecords op de sprint. Op 10 augustus 1899 werd hij in Montreal wereldkampioen op de sprint. Aan het sprintonderdeel namen 180 renners deel. Het jaar daarop veroverde hij de nationale titel op die discipline.
Naast sportieve tegenstand had Taylor ook te maken met complotten van Anglo-Amerikaanse concurrenten die zich liever niet wilden laten kloppen door iemand met een donkere huidskleur. Nadat hij enkele maanden als vaudevilleact te zien was geweest, begon hij in maart 1901 zijn eerste Europese tournee. Tot 1909 deed hij mee aan verschillende Europese wedstrijden. In 1904 was hij ook te zien in Australië, waar zijn dochter Rita Sydney Taylor werd geboren. Omdat hij baptist was, koerste hij nooit op zondag. Dat verklaart waarschijnlijk dat hij vrij weinig overwinningen heeft behaald.
In 1909 behaalde hij nog één grote overwinning, in de Grand Prix van Roanne, maar in 1910 was zijn rol definitief uitgespeeld. Door weinig succesvolle handelstransacties en door ziekte raakte hij aan lager wal. In 1930, totaal verarmd en verlaten door zijn vrouw, reisde hij af naar Chicago, waar hij bij de YMCA onderdak kreeg en in zijn levensonderhoud probeerde te voorzien door de verkoop van zijn autobiografie The Fastest Bicycle Rider in the World. Twee jaar later overleed hij op 53-jarige leeftijd als een vergeten grootheid.
In 1948 nam een aantal voormalige wielrenners het initiatief om Taylor te herbegraven in een waardiger graf op Mount Glenwood Cemetery.
In 2008 werd in Worcester (Massachusetts) een monument voor Taylor onthuld.